# Vepris heterophylla
Vepris heterophylla är en vinruteväxtart som först beskrevs av Adolf Engler, och fick sitt nu gällande namn av Letouzey. Vepris heterophylla ingår i släktet Vepris och familjen vinruteväxter. Inga underarter finns listade i Catalogue of Life.